# Discomiosis crescentifera
Discomiosis crescentifera là một loài bướm đêm trong họ Geometridae.